# April
 Der er for få eller ingen kildehenvisninger i denne artikel, hvilket er et problem. Du kan hjælpe ved at angive troværdige kilder til de påstande, som fremføres i artiklen.

April, måned med navn fra latin (mensis) Aprilis, anden måned efter romersk kalender, af uvis oprindelse. Måske af Apru, et etruskisk låneord for græsk Afrodite. Eller måske *ap(e)rilis (= den følgende, den næste) fra den indoeuropæiske rod *apo- (= borte, væk), med suffikset -ilis, som angav navn på måneder. Gammelt engelsk navn Eastermonað efter en frugtbarhedsgudinde, der også gav navn til påsken (Easter).
Ældre danske navne for april var fåremåned eller græsmåned.
I kunsten er april emnet for Bjørnstjerne Bjørnsons digt fra 1870, Jeg vælger mig april, og Poul Martin Møllers
digt Grøn er Vaarens Hæk fra omkring 1820 benævnes "aprilvise".
På engelsk lyder første bisætning af T.S. Eliots digt The waste land "April is the cruellest month".

## April i Danmark

### Normaltal for april
- Middeltemperatur: 7,2 °C
- Nedbør: 38 mm
- Soltimer: 188[4]

### Vejrrekorder for april måned
- 1888 – Den koldeste april med en middeltemperatur på 2,5 °C.
- 1893 – Den tørreste med kun 3 mm nedbør.
- 1922 - Den laveste lufttemperatur målt i april: -19,0 °C i Store Vildmose.
- 1936 – Den næstvådeste med 98 mm nedbør.
- 1937 – Den solfattigste med kun 84 soltimer.
- 1974 – Tangerede med tørkerekorden på 3 mm fra 1893.
- 1993 - Den højeste lufttemperatur målt i april: 28,6 °C i Regstrup ved Holbæk.
- 2011 – Den varmeste april med en middeltemperatur på 9,9 °C. Max- og minimumtemperaturen var hhv. 22,5 og -1,6 °C [5][6]
- 2019 – Den solrigeste med hele 274 soltimer[7]
- 2024 – Den vådeste med hele 104 mm nedbør.

## Jeg vælger mig aprilafBjørnson
Jeg vælger mig april!
I den det gamle falder,
i den det ny får fæste;
det volder lidt rabalder -
dog fred er ej det bedste,
men at man noget vil.
Jeg vælger mig april
fordi den stormer, fejer,
fordi den smiler, smelter,
fordi den evner ejer,
fordi den kræfter vælter -
i den blir somren til!

## AprilafVilhelm Bergsøe
April - coquette!
Snart hård, snart veg,
sig, er det alvor eller blot leg?
Nu suser du barsk,
nu vifter du blid,
du vintergækkes og narres tid!
Du sner med solskin, skifter signalerne,
hagler og hyler, gør stor hurlumhej.
Men dine løfter? Ja, dem løser maj.

## FraAprilstrejfaf Herman Wildenwey
April, du har bristende kno-pper
og fører dig smilende jomfrubly,
som om du vil sætte en stopper
for fordums ry?
...
Men selv om april har spundet
hen over skoven sit grønne slør,
april har sandelig kunnet
narre én før...
Egernparret
misser mod solen og har sine tvivl:
April har vel aldrig
narret sig selv april?

## Ekstern henvisning
- Dmi: Månedens vejr Arkiveret 30. juni 2007 hos  Wayback Machine

1. ↑  Online Etymology Dictionary
2. ↑  april | Gyldendal - Den Store Danske
3. ↑  Eliot, T. S. 1922. The Waste Land
4. ↑  Ny klimanormal for april - måneden er blevet meget varmere og mere solrig
1. maj. 2020 på vejr.tv2.dk
5. ↑  Vejret i Danmark - april 2011: DMI – dmi.dk 2. maj 2011
6. ↑  Hansen, Niels (1. maj 2014). "Danmark fik sin 4. varmeste april". DMI Nyheder. DMI. Arkiveret fra originalen 4. april 2016. Hentet 2016-03-23. Rekorden står april 2011 for med 9,9 °C
7. ↑  "April 2019: En solstrålehistorie på godt og ondt". Arkiveret fra originalen 12. maj 2019. Hentet 12. maj 2019.